# Lyderslev
Lyderslev – miasto w Danii, w regionie Zelandia, w gminie Stevns.